# 姫恋*シュクレーヌ!
『姫恋*シュクレーヌ!』（ひめこいシュクレーヌ）は、Princess Sugarより2016年12月22日に発売された18禁美少女アドベンチャーゲーム。

## あらすじ
主人公・柏木遼は近年共学化した宝森学園に入学するが、周囲が自然に囲まれていることもあり、男子生徒が自分一人しかおらず、学園中の女子から注目を集めていた。
ある日遼は、天菜ちゆりから強引にオカルト部に勧誘されて仮入部した。
ちゆりの命令で旧校舎にある伝説の鏡のおまじないを検証するために、鏡に触れたところ、遼は気絶してしまう。
その後、遼は自室で目を覚まして学校に向かった際、白鳥舞雪という知らない少女に突如親しくされた上、他の女子生徒たちもドレスをまとっていることに気付く。そして彼はここが現実ではなく、魔法の鏡が作り出した夢の世界「ミロワール」であることを知る。
「ミロワール」は、眠りにつけば何度でも行けるため、遼は舞雪に会うために、「ミロワール」に通うことにした。

## 登場人物
柏木 遼 （かしわぎ りょう）
声：なし
身長：175cm
本作の主人公。近年共学化した学園に通う。
白鳥 舞雪 （しらとり まゆき）
声：橘まお
身長：157cm B85（E）/ W55/ H82
宝森学園の一年生。そそっかしいながらも明るく元気な性格をしている。また、箱入り娘として育てられたため、機械の操作に疎い。
遼が魔法の鏡に触れた後は、彼に大胆なアプローチをかけ続けている。
望月 咲耶（もちづき さくや）
声：鈴谷まや
身長：158cm B89（G）/W54/H80
宝森学園の二年生。一見すると真面目で気品のある人物に見えるが、ちゆりの活動を支援するなど、柔軟な一面を持つ。その一方で、他者からの好意を信用できずにいる。
天菜 ちゆり （あまな ちゆり）
声：早瀬ゃょぃ
身長：144cm B70（B）/ W50/ H71
オカルト部の部長を務める、宝森学園の一年生。常にまるぐりっとという兎のぬいぐるみを持ち歩いている。度々疑似的な怪奇現象を起こして驚かせてしまうため、なかなか部員が集まらずにいる。また、落ち着きに欠けた性格をしており、色恋沙汰にも素直になれない。
炭谷 瑠璃 （すみや るり）
声：藤森ゆき奈
身長：155cm B80（D）/ W53/ H78
前学長の孫娘である、宝森学園の一年生。唯一の文芸部員として、オカルト部と部室を共有している。
寮母さん
声：青葉りんご
身長：141cm B70（A）/ W53/ H67
美味しい食事を提供する宝森学園寄宿舎の寮母。
柏木 春花 （かしわぎ はるか）
声：春河あかり
身長：162cm B93（G）/ W60/ H85
宝森学園の新人教師で、遼の姉でもある。メルヘン好きで、学園の雰囲気を気に入っている。文芸部の顧問に任命され、文芸部と部屋を共有しているオカルト部部長のちゆりと騒がしい日々を送っている。

## 開発

### キャスティング
ちゆり役には早瀬ゃょぃが起用された。
早瀬は「一番ワード数の多いキャラクターだったが、収録当日はちゆりが憑依したかのようにノリノリになったこともあり、とてもスムーズに収録できた。」と振り返っている。

## スタッフ
- キャラクターデザイン・原画 - 月嶋ゆうこ、有河サトル、eco*（SD原画）
- シナリオ - 詠野万知子
- 音楽 - 天ヶ咲麗/橋咲透

## 文献
- 「特集」『TECH GIAN』、KADOKAWA、2016年9月号。